# Andy Rose
Andrew „Andy“ Patrick Rose (* 13. Februar 1990 in Melbourne) ist ein australischer Fußballspieler, der bei den Vancouver Whitecaps in der Major League Soccer unter Vertrag steht.

## Karriere
Andy Rose wurde im Jahr 1990 als Sohn von englischen Eltern im australischen Melbourne geboren. Als Kind kam er zurück nach England und begann seine Fußballkarriere bei Bristol City. Für den Verein spielte er bis zu der U18 in der Youth Academy. Im Jahr 2008 begann er ein Studium in den USA an der University of California in Los Angeles. Dort spielte er College Soccer in der als UCLA Bruins bekannten Fußballmannschaft. Im Jahr 2012 wurde Rose im Entry Draft von Real Salt Lake gedraftet, wurde allerdings gegen Leone Cruz von den Seattle Sounders getauscht. Im März 2012 unterschrieb Rose seinen ersten Profivertrag in Seattle. Sein Debüt als Profi absolvierte er zwei Monate später gegen Philadelphia Union in der Major League Soccer. Mit den Sounders gewann er 2014 den Lamar Hunt U.S. Open Cup und die Western Conference in der regulären Saison. Er blieb in Seattle bis Dezember 2015. In seiner Zeit bei dem Verein erreichte er jedes Jahr die Play-offs. Im Januar 2016 wechselte er zum englischen Drittligisten Coventry City. Mit dem Verein gewann er 2017 die Football League Trophy gegen Oxford United. Im gleichen Jahr stieg er mit seiner Mannschaft als Tabellenvorletzter in die 4. Liga ab. Er wechselte daraufhin zum schottischen Erstligisten FC Motherwell. Mit Motherwell erreichte er in seinem ersten Jahr das Finale im schottischen Ligapokal das gegen Celtic Glasgow verloren wurde. Im Januar 2019 wechselte er zu den Vancouver Whitecaps.

## Erfolge
mit den Seattle Sounders:
- Lamar Hunt U.S. Open Cup: 2014

mit Coventry City:
- Football League Trophy: 2017